# Jarosław Popowycz
Jarosław Popowycz, ukr. Ярослав Попович (ur. 4 stycznia 1980 w Kalinowie) – ukraiński kolarz szosowy.
Popowycz był zawodowcem od 2002 roku. Początkowo jeździł w drużynie Landbouwkrediet-Colnago. W 2005 roku przeszedł do drużyny Discovery Channel, w barwach której wygrał wyścig Dookoła Katalonii. W roku 2008 ścigał się w Silence-Lotto, w 2009 w Astanie, a w latach 2010–2011 był zawodnikiem drużyny Team RadioShack. Ostatnie lata kariery spędził w amerykańskiej grupie Trek-Segafredo.
Przed przejściem na zawodowstwo Popowycz jeździł dla włoskiej drużyny Vellutex Zoccorinese. W tym czasie odniósł ponad 35 zwycięstw, między innymi Giro Regioni, dwukrotnie w Giro del Val d'Aosta oraz na mistrzostwach świata w kolarstwie szosowym juniorów w Portugalii w 2001 roku.

## Najważniejsze zwycięstwa i sukcesy
2003
- 5. miejsce w Settimana Internazionale di Coppi e Bartali
- 7. miejsce w Tour de Romandie
- 3. miejsce w Giro d'Italia
- 3. miejsce w Tour de Wallonie

2004
- 5. miejsce w Giro d'Italia
  - koszulka lidera przez 3 dni

2005
- 1. miejsce w Volta a Catalunya
- 1. miejsce na 4. etapie (jazda druż. na czas) Tour de France

2006
- 3. miejsce w Tour de Georgia
  - 1. miejsce na 2. etapie
- 1. miejsce na 12. etapie Tour de France
- 1. miejsce na 2. etapie Vuelta a Castilla y León

2007
- 1. miejsce na 5. etapie Paryż-Nicea
- 8. miejsce w Tour de France

2008
- 3. miejsce w Paryż-Nicea

2009
- 1. miejsce na 4. (jazda druż. na czas) i 21. etapie Giro d’Italia

2013
- 9. miejsce w Gandawa-Wevelgem

### Starty w Wielkich Tourach
| Grand Tour      | 2002 | 2003 | 2004 | 2005 | 2006 | 2007 | 2008 | 2009 | 2010 | 2011 | 2012 | 2013 | 2014 | 2015 | 2016 |
| --------------- | ---- | ---- | ---- | ---- | ---- | ---- | ---- | ---- | ---- | ---- | ---- | ---- | ---- | ---- | ---- |
| Giro d’Italia   | 12.  | 3.   | 5.   | -    | -    | DNF  | -    | 15.  | -    | 63.  | -    | 133. | -    | -    | -    |
| Tour de France  | -    | -    | -    | 12.  | 25.  | 8.   | 24.  | 41.  | 85.  | DNF  | 76.  | -    | -    | -    | -    |
| Vuelta a España | -    | -    | -    | -    | -    | -    | 52.  | -    | -    | -    | -    | 85.  | 115. | 132. | -    |